# Jessica Clarke (modella)
Jessica Roimata Clarke (Nuova Zelanda, 1993) è una supermodella neozelandese.

## Biografia
Originaria di Palmerston North e di origini maori, dopo aver vinto un concorso di bellezza locale nel 2009 nel 2011 è stata la prima neozelandese a sfilare per Victoria's Secret.

## Carriera
Nel 2011 ha posato per pubblicità per D&G, sfilando a Milano per la collezione estiva di Dolce & Gabbana e per la collezione autunno-inverno di D&G. Ha inoltre posato per servizi fotografici del numero di novembre di Amica edizione italiana e per il numero di luglio di Vogue edizione indiana. Nello stesso anno partecipa al Victoria's Secret Fashion Show.
Nel 2012 ha sfilato a Milano per la collezione primavera estate di Emporio Armani e posato per servizi fotografici per il numero di marzo di Glamour edizione italiana. 
Nel 2013 ha posato per servizi fotografici per il numero di settembre di Marie Claire edizione francese.